# Campodorus celator
Campodorus celator là một loài tò vò trong họ Ichneumonidae.